# Alto Malcantone
Alto Malcantone är en kommun  i distriktet Lugano i kantonen Ticino, Schweiz. Kommunen har 1 386 invånare (2023).
Kommunen består av byarna Breno, Fescoggia, Vezio, Arosio och Mugena. Dessa var tidigare självständiga kommuner. 13 mars 2005 slogs dessa ihop till Alto Malcantone.